# بيبي الأول
بيبي الأول الفرعون الثالث خلال عهد الأسرة السادسة. تعتبر فترة حكمه فترة استقرار وازدهار، وعندما آل إليه حكم البلاد، كان عليه أن يسترضى كهنة معبد الشمس الذين كان نفوذهم لا يزال قائماً، وكذلك القوة الكهنوتية الجديدة الممثلة في كهنة المعبود بتاح، والذين أخذ نفوذهم في الازدياد منذ بداية الأسرة السادسة خلال فترة الفرعون تتي، لذلك يعتقد بعض الباحثين أن الملك تتى جاء من مدينة منف التي كان بتاح معبودها الرئيسى.
شيد الفرعون بيبي هرمًا لنفسه في سقارة، وأقام لنفسه عدة معابد بتل بسطة وأبيدوس. ازدهر الفن في عهده، وتشهد على ذلك نقوش معبده، وتمثاله الكبير المصنوع من النحاس والموجود بالمتحف المصري بالقاهرة، ومجموعة تماثيل المرمر بمتحف بروكلين في نيويورك.
يعرف من تاريخ حياة أحد الشخصيات الهامة في هذا العصر، وهو وني، أن الملك قد أرسل بعض الحملات إلى فلسطين والجنوب لبكبح جماح المتمردين. قد حاول بيبي كسب ود بعض العائلات القوية، فلجأ إلى سياسة المُصاهرة، حيث تزوج ابنة حاكم أبيدوس، والتي أنجبت له ابنه «مرن رع» الذي تولى الحكم من بعده.